# Raul Șteau
Raul Ovidiu Șteau (Aiud, 22 aprile 2001) è un calciatore rumeno, centrocampista del CSM Reșița.

## Carriera

### Club
Cresciuto nel settore giovanile del Viitorul Costanza, il 23 gennaio 2019 viene tesserato dal Sassuolo, che lo aggrega alla formazione Primavera. Il 1º novembre 2020 viene convocato in prima squadra per l'incontro di Serie A contro il Napoli (vinto per 0-2 dai sassolesi), rimanendo tuttavia in panchina. Non trovando spazio, il 16 gennaio 2021 viene ceduto in prestito al Monopoli, in Serie C, fino al termine della stagione. Tuttavia, anche qui non viene mai impiegato, così nel settembre 2021 torna in patria, con il Gaz Metan Mediaș che lo acquista a titolo definitivo. Nell'estate del 2022 si trasferisce all'UTA Arad.

### Nazionale
Tra il 2017 e il 2018 ha giocato quattro partite con la nazionale rumena Under-17, di cui due valide per le qualificazioni agli Europei di categoria.

## Statistiche

### Presenze e reti nei club
Statistiche aggiornate all'8 aprile 2023.
| Stagione        | Squadra          | Campionato      | Campionato | Campionato | Coppe nazionali | Coppe nazionali | Coppe nazionali | Coppe continentali | Coppe continentali | Coppe continentali | Altre coppe | Altre coppe | Altre coppe | Totale | Totale |
| Stagione        | Squadra          | Comp            | Pres       | Reti       | Comp            | Pres            | Reti            | Comp               | Pres               | Reti               | Comp        | Pres        | Reti        | Pres   | Reti   |
| --------------- | ---------------- | --------------- | ---------- | ---------- | --------------- | --------------- | --------------- | ------------------ | ------------------ | ------------------ | ----------- | ----------- | ----------- | ------ | ------ |
| 2020-gen. 2021  | Sassuolo         | A               | 0          | 0          | CI              | 0               | 0               |                    | -                  | -                  |             | -           | -           | 0      | 0      |
| gen.-giu. 2021  | Monopoli         | C               | 0          | 0          | CI              | -               | -               |                    | -                  | -                  |             | -           | -           | 0      | 0      |
| set. 2021-2022  | Gaz Metan Mediaș | L1              | 15+7       | 1+1        | CR              | 0               | 0               |                    | -                  | -                  |             | -           | -           | 22     | 2      |
| 2022-2023       | UTA Arad         | L1              | 14+2       | 0          | CR              | 3               | 1               |                    | -                  | -                  |             | -           | -           | 19     | 1      |
| Totale carriera | Totale carriera  | Totale carriera | 38         | 2          |                 | 3               | 1               |                    | -                  | -                  |             | -           | -           | 41     | 3      |